# Kerrouchen
Kerrouchen (arabiska: كروشن) är en ort i Marocko, som i folkräkningen räknas som stad i landskommunen med samma namn. Den ligger i provinsen Khénifra och regionen Béni Mellal-Khénifra, 200 km sydost om huvudstaden Rabat. Antalet invånare var 2 053 vid folkräkningen 2014.